# イグアラ綱領
イグアラ綱領（イグアラこうりょう、スペイン語: Plan de Iguala）は、3つの保証の綱領（Plan Trigarante）あるいは北アメリカ独立条例（Acta de Independencia de la América Septentrional）とも言い、スペインからのメキシコ独立革命戦争の最後の段階として1821年2月24日に公布された綱領である。この綱領はメキシコが立憲君主国となること、唯一の宗教がカトリックであること、およびスペイン出身者とメキシコ生まれの者が等しい政治的・社会的権利を有することを表明している。今のゲレーロ州にある都市イグアラで署名されたためにこの名がある。
この綱領の背後には、後にメキシコ第一帝政の皇帝に即位するアグスティン・デ・イトゥルビデと、革命反乱の首領で後にメキシコ大統領に就任するビセンテ・ゲレロの力があった。イトゥルビデとゲレロは、イグアラ綱領の理想を護るために統一された3つの保証軍を創設した。1821年8月24日、イトゥルビデとスペイン副王フアン・オドノフがベラクルス州コルドバでコルドバ条約に調印することでイグアラ綱領を批准し、メキシコの独立が承認された。

## 3つの保証

3つの保証軍の三色旗

イグアラ綱領は初期のメキシコの3つの原理をうち立てた。カトリックの優先、メキシコの絶対的な政治的独立、および新国家におけるすべての社会的・民族的集団の社会的平等である。この3項目は「3つの保証」と呼ばれ、綱領自体がこの名で呼ばれることもある。「宗教、独立、統一」(Religión, Independencia y Unión)と要約される。3つの保証軍の三色旗はこの3つの保証の象徴的表現であり、また独立後のメキシコの国旗が赤・白・緑の三色旗であるのもここに由来する。
イグアラ綱領はメキシコの地理的な領土に住むすべての住民を明示的に市民としている。前文には「アメリカ人、この語の意味するところはアメリカで生まれた者のみでなく、ヨーロッパ、アフリカ、アジアで生まれてこの地に住む者を含む」と言い、第12条は写本によって異なるが「メキシコ帝国のすべての住民は、その長短および美徳による区別以外に区別することなく、いかなる職にもあたることのできる市民である」あるいは「ヌエバ・エスパーニャのすべての住民は、ヨーロッパ、アフリカ、インディオの区別なくこの王国の市民であり、そのその長短および美徳に応じたすべての職を選択することができる」と記されている。

## その後
スペイン副王はコルドバ条約を批准したが、1822年2月13日にマドリードで開かれたスペイン国会はこの条約を「違法、無価値、無効」なものとして拒絶した。しかしメキシコ政府はオドノフによる綱領の受容が法的にメキシコの独立と主権を樹立したものと主張した。スペインはその後約10年間にわたってメキシコの再征服を試みたが、最終的に1836年12月28日にマドリードにおいてメキシコの弁務官ミゲル・サンタ・マリアとスペインの国務大臣ホセ・マリア・カラトラバの間でサンタ・マリア＝カラトラバ条約が締結されてメキシコの独立が承認された。
メキシコ第一帝政の崩壊の後、1823年4月8日にメキシコ議会は国家の基礎としてのイグアラ綱領とコルドバ条約を廃止した。かわりに新しく憲法会議が招集され、1824年10月4日にメキシコ憲法が制定された。